# Großtarock

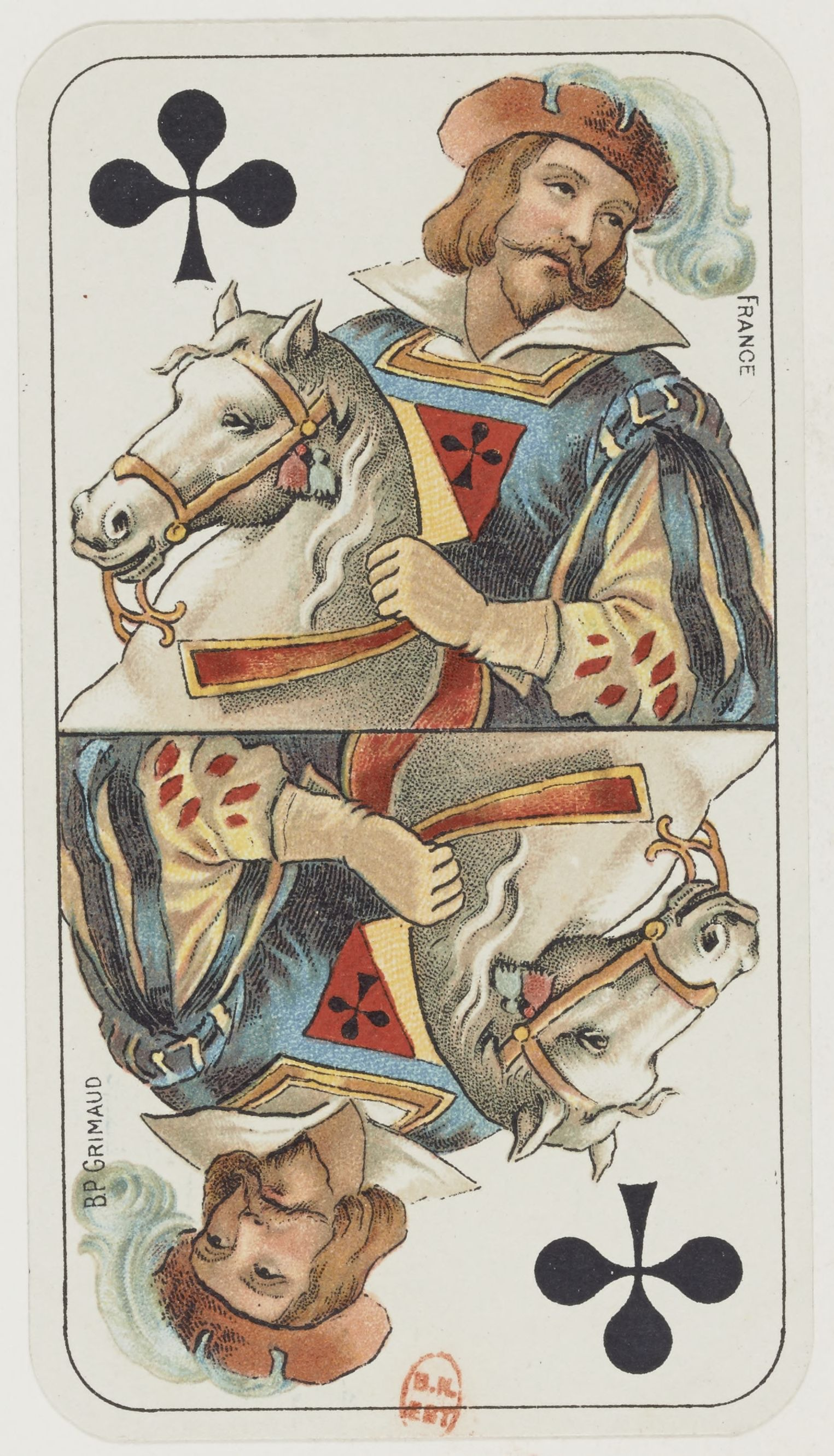
Kreuz-Cavall, Tarot Nouveau

Großtarock ist ein altes Kartenspiel für drei Spieler aus der Familie der Tarockspiele, das mit einem vollen Blatt von 78-Karten gespielt wird. Es wurde wahrscheinlich um 1720 in den südlichen deutschen Staaten eingeführt, verbreitete sich aber schnell nach Österreich und nordwärts bis in die Niederlande und Skandinavien. Es existiert heute nur noch in Dänemark, wo es bloß Tarok genannt wird.
Das klassische Großtarock ist nicht näher mit dem modernen 54-Karten-Tarockspiel verwandt, das als Wiener Großtarock bekannt ist und sich aus dem Zwanzigerrufen entwickelt hat.

## Geschichte
Diese Form des Tarotspiels wurde um 1720 aus Frankreich nach Deutschland eingeführt. Die ursprüngliche Terminologie und Spielweise waren typisch französisch. Das ursprüngliche Spiel – das als klassisches Taroc (Tarocspiel oder Taroc-Spiel) bezeichnet werden kann – war ein einfaches Spiel mit drei Spielern ohne Spielansagen, aber mit mehreren Meldungen, wie aus Beschreibungen aus den 1750er Jahren hervorgeht. Es unterschied sich jedoch von seinem französischen Vorgänger dadurch, dass es wesentlich weniger Ansagen gab; außerdem musste der Narr vor den letzten drei Stichen gespielt werden, nicht erst vor dem letzten Stich, und der Pagat-Ultimo wurde neu betont.
Die nächste Entwicklung des Spiels wird erstmals 1783 in der Ausgabe von Das neue Königliche l’Hombre beschrieben, in der erstmals eine Funktion erwähnt wird, bei der ein Spieler, der keine Stiche macht, alle Punkte erzielen kann. Dummett sieht dies als Erkennungszeichen des Spiels an, das er „Grosstarock“ nennt, und glaubt, dass dieser Name erst Mitte des 19. Jahrhunderts eingeführt wurde. Neuere Forschungen haben ergeben, dass der Name „Grosstarock“ tatsächlich schon viel früher verwendet wurde. So ist zum Beispiel aus dem Jahr 1785 bekannt, dass Großtarock eines von mehreren in Göttingen gespielten Kartenspielen war, und 1803 schrieb ein Professor Wildt, dass „das sogenannte Groß-Taroc, bei dem 6 bis 7 Ultimo-Varianten möglich sind und mehrere gleichzeitig ausprobiert werden, tatsächlich mehr geistige Anstrengung erfordert als das übliche Schachspiel.“ Mittlerweile verwenden deutsche Autoren den Begriff weiter gefasst; zum Beispiel bezeichnen Mayr und Sedlaczek die Regeln von 1754 als die „älteste noch erhaltene Form“ des Großtarock, während Alscher die dänische Version als „Danish Großtarock“ beschreibt.
Laut Dummett wurde der Name „Grosstarock“ („Großes Tarock“) zu einer Zeit geprägt, als das 78-Karten-Spiel durch die Konkurrenz neuerer Spiele mit einem verkürzten Kartenspiel von 54 Karten bedroht wurde. Es gibt jedoch keine Hinweise darauf, dass 54-Karten-Spiele in Norddeutschland und Dänemark gespielt wurden, wo Großtarock im späten 18. und frühen 19. Jahrhundert beliebt war. Es kann also sein, dass der Name in Süddeutschland oder Österreich entstand und mit dem Spiel nach Norden wanderte oder dass der Name geprägt wurde, um Verwechslungen mit Tarok l’Hombre zu vermeiden, das in ganz Deutschland beliebt war, wie aus zeitgenössischen Quellen wie der Damenenzyklopädie von 1838, dem Damen Conversations Lexikon, hervorgeht. Als Tarok l’Hombre im 19. Jahrhundert in der Mittelschicht immer beliebter wurde, wurde Grosstarock weiterhin vom einfachen Volk gespielt, was möglicherweise zu einem anderen Namen dafür geführt hat: Schustertaroc oder Schuster Tarock.
In Deutschland und Österreich wurde Großtarock das ganze 19. Jahrhundert hindurch gespielt. Dummett glaubte, dass es den Ersten Weltkrieg nicht überlebte, aber Hülsemann gibt 1930 an, dass Großtarock in Süddeutschland und Österreich immer noch beliebt war, während 1892 die Coburger Zeitung bestätigt, dass Tarok nur in Österreich und Bayern beheimatet ist. Keines der beiden Länder produziert noch Tarockspiele mit 78-Karten.
Das Spiel wird heute noch in Dänemark gespielt, wo es üblicherweise Tarok genannt wird. Zur Verdeutlichung wird dieses Spiel im Englischen jedoch auch als Danish Tarok oder Danish Tarock, im Deutschen als Dänischer Tarok bezeichnet. Das moderne dänische Spiel wird so gespielt, die Martin zufolge dem ursprünglichen deutschen Großtarock nahe kommt. Die Dänen stellten ab Mitte des 18. Jahrhunderts ihre eigenen Tarok-Karten her, zunächst nach dem Muster des bayerischen Tier-Tarocks und später nach Jacob Holmblads eigenem Entwurf, aber die Herstellung aller dänischen Tarok-Karten wurde 1939 eingestellt, Daher werden heutzutage importierte französische Tarot-Nouveau-Kartenspiele verwendet. Im Jahr 2010 wurde der dänische Tarock-Verband („Dansk Tarokforbund“) gegründet und heute gibt es lokale Vereine in Aarhus, Aalborg, Allerød, Blovstrød, Brabrand, Fredericia, Hjørring, Holbæk, Kalundborg (die Royal Tarock Club und Kalundborg Tarock Club), Nørrebro, Randers und Westre.

## Ausrüstung

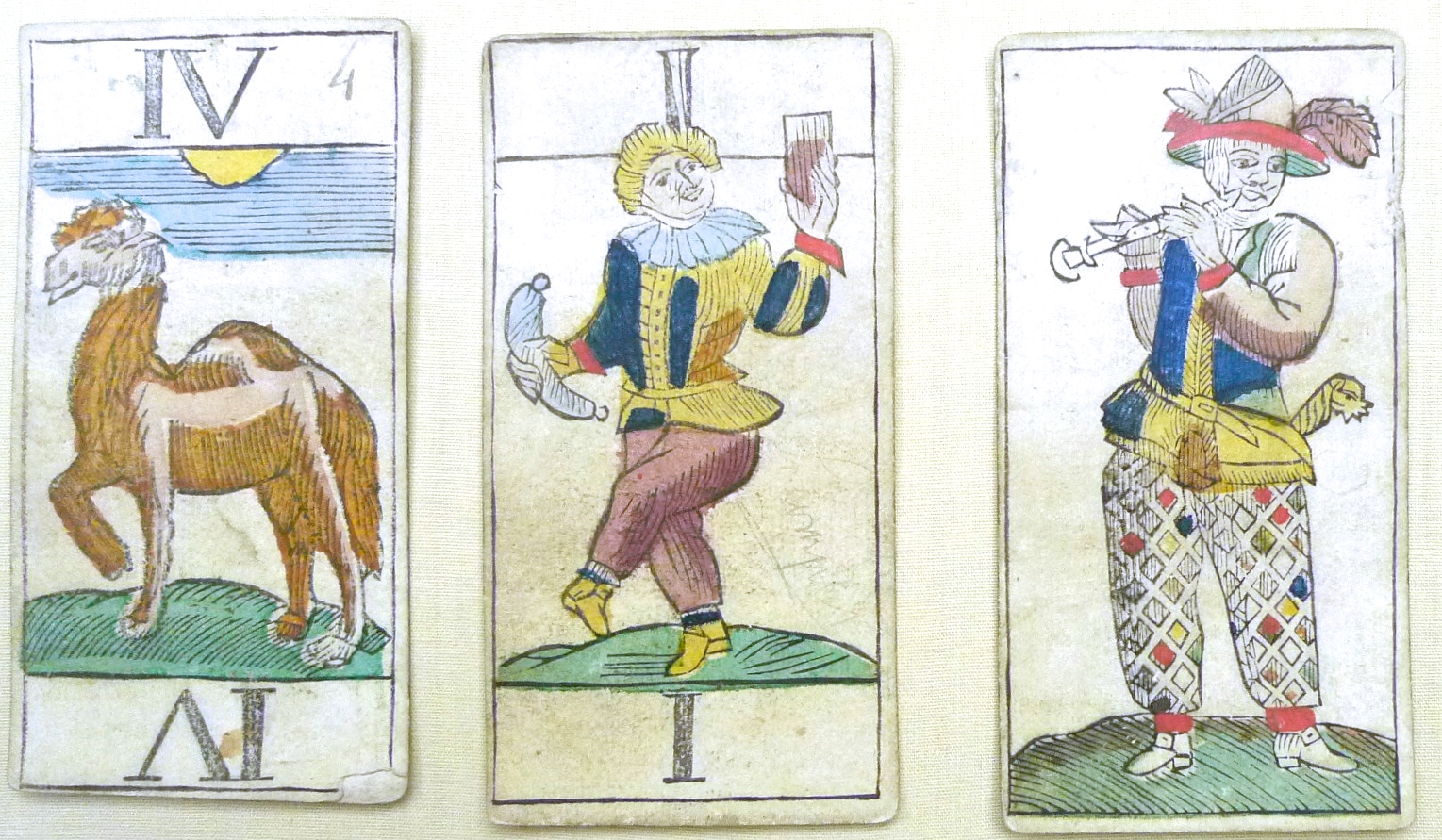
Belgisches Tiertarock

Grosstarock wird mit 78 Karten des Französischen Blatts gespielt. Ursprünglich waren diese vom deutschen Tiertarock-Typ. Das älteste Bild dürfte das Besançon-Tarot gewesen sein, das aus dem Elsass eingeführt wurde, aber bereits in den 1720er Jahren in Deutschland hergestellt wurde. Ihnen folgten die ersten Tier-Tarots mit Lyonnais-Bildkarten, die um 1740 in Straßburg und auch in Deutschland bis ins frühe 19. Jahrhundert hergestellt wurden.
Das bayerische Tiertarock wurde um 1765 von Andreas Benedict Göbl aus München, Bayern entworfen. Er ersetzte die Lyonnais-Bildkarten durch die bayerische Version des Pariser Bilds. Obwohl es häufig kopiert wurde und sich zum am weitesten verbreiteten Tiertarock entwickelte, starb es im frühen 19. Jahrhundert aus. Spieler könnten also zum Muster des belgischen Tier-Tarocks oder zu anderen Bildern wie Wüsts Bourgeois Tarot gewechselt sein. Trotz ihrer Namen stammen beide aus Deutschland. Das belgische Bild wurde bis ins späte 19. Jahrhundert weiter hergestellt, während das Bourgeois Tarot noch hergestellt wird, allerdings nur in einer 54-Karten-Version. Ein Faksimile einer russischen Abwandlung des 78-Karten-Musters des Bayerischen Tiertarots (Russisches Tiertarock) ist jedoch bei Piatnik erhältlich.
Um 1800 erschienen doppelseitige Versionen des bayerischen Pariser Musters. Von diesen ist das Muster Adler Cego das einzige Tier-Tarock-Bild, das noch gebräuchlich ist, aber es wird nicht mehr mit 78 Karten hergestellt. Daher verwenden dänische Tarok-Spieler heute französische Karten des Tarot Nouveau. In allen Fällen bestehen die Kartenspiele aus den folgenden Karten:
- Zwei schwarze Farben (Kreuz und Pik) mit folgender Wertung: K (hoch) Q C V 10 9 8 7 6 5 4 3 2 A (niedrig)
- Zwei rote Farben (Herz und Karo) mit folgender Wertung: K (hoch) Q C V A 2 3 4 5 6 7 8 9 10 (niedrig)
- Einundzwanzig Tarocs oder Taroks als permanente Trümpfe
- Eine nicht nummerierte Karte, die Sckis, Scüs oder Excuse (deutscher Taroc), Sküs (Großtarock), Scies oder Scus (dänischer Tarok), die den Spieler davon ‚entschuldigt‘, die Farbe zu bedienen.

Es muss beachtet werden, dass in einigen Regeln alle Farben in ihrer natürlichen Reihenfolge gewertet wurden, wobei Asse niedrig rangierten.
Außerdem verwenden heutige dänische Spieler auch zwei Töpfe und farbige „Jetons“ zur Wertung.

## Spielziel
Das Ziel ist in jedem Fall, Punkte zu erzielen, indem man in Stichen Zählkarten gewinnt und durch Meldungen und bestimmte Leistungen während des Spiels Boni erhält.

## Taroc

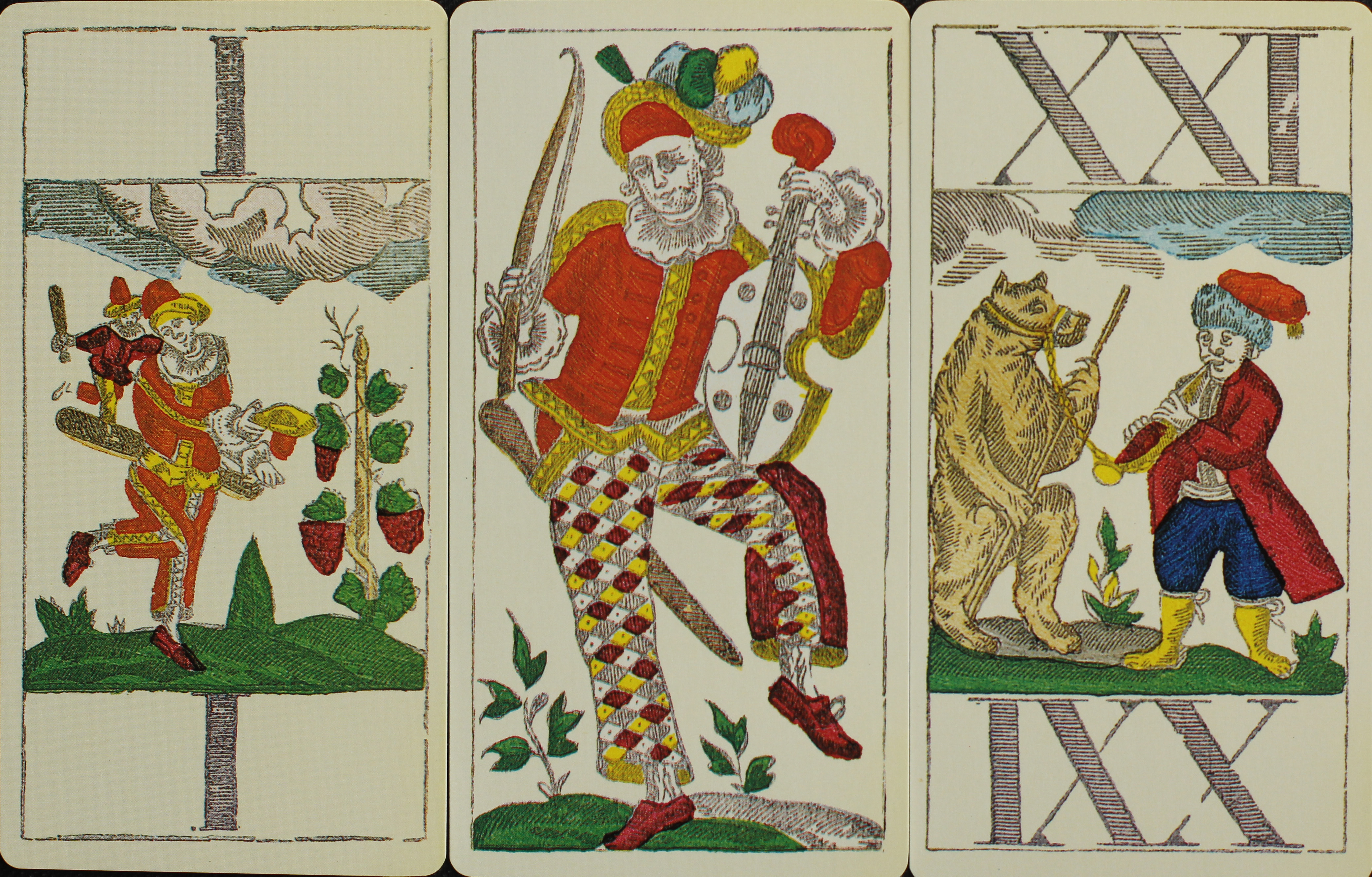
Trull-Karten aus einem bayerischen Tier-Tarock

Die ersten Regeln eines Tarockspiels in deutscher Sprache wurden 1754 in Regeln bey dem Taroc-Spiele veröffentlicht. Sie wurden in der Ausgabe des Spielekompendiums Palamedes Redivivus von 1755 neu abgedruckt, und in Die Kunst, die Welt ausführlicher beschrieben (1756). Obwohl deutsche Großtarock-Karten nicht mehr hergestellt werden, kann das Spiel mit dem gewöhnlichen 78-Karten-Kartenspiel des Französischen Tarots gespielt werden, das leicht erhältlich ist, oder mit Faksimile-Karten des Tiertarocks oder anderer früher Tarockkarten, die gelegentlich gedruckt werden. Im Folgenden findet sich eine Zusammenfassung der Regeln von 1754:

### Vorbereitungen
Das Spiel wird unter drei Spieler mit 78 Blättern gespielt. Vier können spielen, wobei einer davon, der als „König“ bezeichnet wird, beim Geben aussetzt. Das Spiel wird gegen den Uhrzeigersinn gespielt. Der Geber verteilt 5 Runden mit jeweils 5 Karten und behält die letzten 8 Karten selbst. Dann wirft er 3 Karten ab, die am Ende für ihn zählen. Sie dürfen keine Könige oder Tarocs enthalten, es sei denn, er hat nur genau 3 Tarocs einschließlich des Pagat, in welchem Fall sie abgelegt werden können. Darüber hinaus ist eine Kombination aus Pagat, Sckis oder Excuse (dem Narren, später Scüs genannt) und einem weiteren Taroc ein legales Ablegen. Für falsches Austeilen gibt es Strafen.

### Meldungen
Zu Beginn des Spiels können die Spieler, mit dem Geber beginnend, eine der folgenden Meldungen machen, die ihnen von jedem Gegner Zahlungen in „Spielpunkten“, wie unten gezeigt, einbringen:
| Meldungen im frühen deutschen Taroc |                                                                            |             |
| Meldung                             | Bedeutung                                                                  | Spielpunkte |
| 10 Taroc, 11 Taroc usw.             | 10 oder mehr Tarocs in der Hand halten.                                    | 10 + 5      |
| 3 Matador, 4 Matador usw.           | Die obersten 3 Matador in der Hand halten                                  | 10 + 5      |
| Gantze Cavallerie                   | König, Dame, Cavall und Valet von einer Farbe in der Hand halten.          | 10          |
| Halbe Cavallerie                    | Wie „Ganze Cavallerie“, außer dass der Excuse eine der Bildkarten ersetzt. | 5           |
| 4 Könige                            | Alle vier Könige in der Hand halten.                                       | 10          |
| 3 Könige                            | Drei Könige und den Excuse in der Hand halten.                             | 5           |

Meldungen müssen vor Spielbeginn gemacht werden, sonst zählen sie nicht.

### Spielverlauf
Die Spieler müssen Farbe bedienen oder, wenn sie dazu nicht in der Lage sind, trumpfen; andernfalls dürfen sie eine beliebige Karte zugeben. Wenn ein Spieler während des Spiels den Pagat verliert, zahlt er jedem Gegner eine Strafe von 5 Points. Wenn er ihn im letzten Stich verliert, zahlt er 10 Points. Wenn er jedoch den letzten Stich mit dem Pagat gewinnt, erhält er von jedem Gegner einen Bonus von 10 Points.
Die Excuse kann weder geschlagen werden noch einen Stich gewinnen. Aber ihr Besitzer kann sie jederzeit anstelle einer anderen Karte spielen. Er holt die Excuse aus dem Stich, legt sie bei seinen eigenen Stichen und gibt dem Stichgewinner im Austausch eine niedrige Karte seiner Wahl aus seinen Stichen. Die Excuse muss bis zum drittletzten Stich gespielt werden. Wenn sie bis zu diesem Zeitpunkt gehalten wird und ihr Besitzer ausspielt, muss er das Ausspiel an den Spieler zu seiner Rechten abgeben und die Excuse in seinem Zug spielen. Außerdem darf die Excuse nicht gehalten werden, wenn ihr Besitzer keine Tarocs mehr hat, sondern muss bis zum nächsten Stich gespielt werden, bei dem er in der ausgespielten Farbe blank ist. Wenn ein Spieler keine Stiche macht, aber am Ende die Excuse hat, bekommt er von jedem Gegner 4 Points.

### Abrechnung
Das Spiel wird in Points gewertet. Zunächst zählen die Spieler die in Stichen gewonnenen Points zusammen. Ein König gilt 5, Dame 4, Cavall 3 und Valet 2 Points. Pagat, Excuse und 21 sind ebenfalls jeweils 5 Points wert. Der Rest sind nicht wertungsberechtigte leere Karten. Die Wertung erfolgt in Dreiergruppen, wobei die Spieler ihre Stiche so sortieren, dass in jedem Dreiergruppe eine Wertungskarte und zwei Leeren enthalten sind. Die Regeln bestimmen, dass „auf diese Weise kommen gerade in der ganzen Karte 78 Points heraus“, was bedeutet, dass es immer 7 Dreiergruppen gibt, die ausschließlich aus Nicht-Zählern bestehen, die jeweils 1 Point wert sind. Anschließend berechnen die Spieler ihre Überschuss- oder Unterschuss-Points, also die Anzahl der Points über oder unter 26.
Die Spieler erhalten Points für a) das Spiel, b) Meldungen und c) den Pagat-Bonus. Für das Spiel werden ihnen so viele Points ausbezahlt, wie sie Überschusspoints erzielt haben, bzw. sie zahlen so viele aus, wie sie Unterschusspoints erzielt haben. Wenn beispielsweise A 40 Points erreicht, B 20 und C 18, zahlt B 26-20 = 6 Points an A und C zahlt 26-18 = 8 Points an A. A erhält also 14 Points, die seinen Überschusspoints entsprechen, also 40-26 = 14. Diese werden dann zu den Points für Meldungen und den Gewinn oder Verlust des oben erwähnten Pagats addiert.
| Boni im frühen deutschen Taroc |                                                     |                  |                       |
| Name                           | Bedeutung                                           | Bonus für Erfolg | Strafe für Misserfolg |
| Pagat                          | Den Pagat vor dem letzten Stich nach Hause bringen. | –                | −5                    |
| Pagat ultimo                   | Den letzten Stich mit dem Pagat machen.             | 10               | −10                   |

## Großtarock
Dummett beschreibt die Regeln des Großtarock in Ten Tarot Games, basierend auf einer Reihe von Quellen. Auch dieses Mal ist es ein Spiel unter drei Spielern, aber diesmal wird im Uhrzeigersinn ausgeteilt und gespielt. Der Geber verteilt alle Karten in Fünferpaketen und behält die letzten acht Karten für sich. Dann wirft er drei Karten ab, die keinen König oder den Tarok 21 enthalten dürfen. Er darf keine anderen Taroks ablegen, es sei denn, er hat den Pagat (Tarok 1) und nicht mehr als 2 andere.

### Meldungen
Mit dem Geber beginnend können jetzt die Spieler eine der folgenden Meldungen ansagen, die Punkte wie gezeigt bringen:
| Erklärungen im Großtarock              |                                                                                            |             |
| Meldung                                | Bedeutung                                                                                  | Spielpunkte |
| Zehn oder mehr Taroks                  | Besitz von 10 oder mehr Taroks (muss angeben, ob Sküs oder Pagat gehalten werden).         | 10 + 5      |
| Drei oder mehr Matadors                | Besitz der obersten 3 Matadore und alle weiteren in der Reihenfolge von oben.              | 10 + 5      |
| Drei oder mehr Könige                  | Besitz von drei oder mehr der folgenden: Pagat, Sküs und Tarok 21, einen beliebigen König. | 5 + 5       |
| Kavallerie (Cavallerie)                | Besitz der König, Dame, Cavall und Valet einer Farbe.                                      | 10          |
| Halbe Kavallerie (halbe Cavallerie)    | Besitz von drei Bildkarten einer Farbe und die Sküs.                                       | 5           |
| Vier Damen, Vier Kavaliere, Vier Buben | Vier Bildkarten des gleichen Ranges halten.                                                | 5           |
| Sechzehn oder mehr Ladons              | 16 oder mehr Ladons (niedrige Karten) halten.                                              | 15 + 5      |

### Spielverlauf
Die Vorhand (der links vom Geber sitzende Spieler) spielt aus; danach spielt der Gewinner des Stichs zum nächsten aus. Die Spieler müssen Farbe bedienen oder, wenn sie dazu nicht in der Lage sind, trumpfen, aber es besteht kein Zwang, einen Stich zu gewinnen. Stiche werden vom höchsten Tarok gewonnen oder, wenn kein Tarok gespielt wird, von der höchsten Karte der ausgespielten Farbe. Der Sküs darf keinen Stich machen, kann aber jederzeit zu jedem Stich gespielt werden. Normalerweise wird sie von ihrem Besitzer zurückgeholt und dem Stichgewinner im Austausch eine niedrige Karte vom Stichstapel gegeben; wenn sie jedoch bis zu den letzten drei Stichen gespielt wird, wird sie vom Stichgewinner gefangen.

### Wertung
- Augen: Am Ende des Gebens zählen die Spieler die Augen zusammen, die sie in Stichen gewonnen haben. Der Vorgang unterscheidet sich etwas von dem im frühen deutschen Taroc. Zunächst einmal sind die Augenwerte für die Wertung: Honours (Tarok 21, Pagat/Tarok 1, Sküs) – 5 Punkte, Könige – 5 Augen, Damen – 4 Punkte, Kavaliere – 3 Augen, Buben – 2 Augen und alle anderen (die Ladons) – 1 Auge. Die Karten werden wieder in Dreiergruppen gruppiert, aber diesmal werden ihre Augen addiert und pro Drilling zwei abgezogen. Eine Dame, ein Bube und eine 7 zählen also als 4+2+1−2 = 5. Das ganze Kartenspiel enthält wieder 78 Augen.[44]

- Spielpunkte. Die Punktevergabe für das Spiel erfolgt wie oben beim deutschen Taroc. Ein Spieler, der genau 26 Augen erzielt, zahlt und erhält nichts. Wer mehr als 26 Augen erzielt, erhält so viele Punkte, wie er über 26 hinaus hat; wer weniger als 26 Punkte erzielt, muss so viele Spielpunkte zahlen, wie er darunter liegt. Darüber hinaus gibt es die Spielpunkte für Ansagen (siehe Tabelle oben) und die folgenden Spielpunkte für Boni und Strafen:

| Boni im Großtarock |                                                     |                  |                       |
| Name               | Bedeutung                                           | Bonus für Erfolg | Strafe für Misserfolg |
| Pagat              | Den Pagat vor dem letzten Stich nach Hause bringen. | 5                | −5                    |
| Pagat ultimo       | Den letzten Stich mit dem Pagat machen.             | 15               | −15                   |
| König              | Einen Stich mit einem König machen.                 | 5                | −5                    |
| König ultimo       | Den letzten Stich mit einem König machen.           | 10               | −10                   |
| Wühlmaus           | Alle Stiche machen.                                 | 26               | −26                   |
| Nolo               | Keine Stiche machen.                                | 26               | –                     |

Spieler haben auch die Möglichkeit, im Voraus eine Vole anzukündigen. Bei erfolgreichem Ansagen vor dem 1. Stich bringt dies 52 Punkte, vor dem 13. Stich 38 Punkte und vor dem 20. Stich 31 Punkte. Bei Misserfolg wird die gleiche Strafe in umgekehrter Reihenfolge verhängt. Es kann auch ein Nolo angesagt werden. Bei erfolgreichem Ansagen vor dem 1. Stich bringt dies 36 Punkte und vor dem 13. Stich 31 Punkte. Bei Misserfolg werden die normalen Zahlungen für Boni, Strafen und Augen geleistet. Zusätzlich wird eine Strafe von 10 Punkten verhängt, wenn die Ansage vor dem 1. Stich erfolgte, und eine Strafe von 5 Punkten, wenn die Ansage vor dem 13. Stich erfolgte. Alle Boni werden von beiden Gegnern an den Spieler gezahlt, der sie erhält, und alle Strafen werden von dem Spieler gezahlt, der sie erhält, an beide Gegner.

## Dänischer Tarok

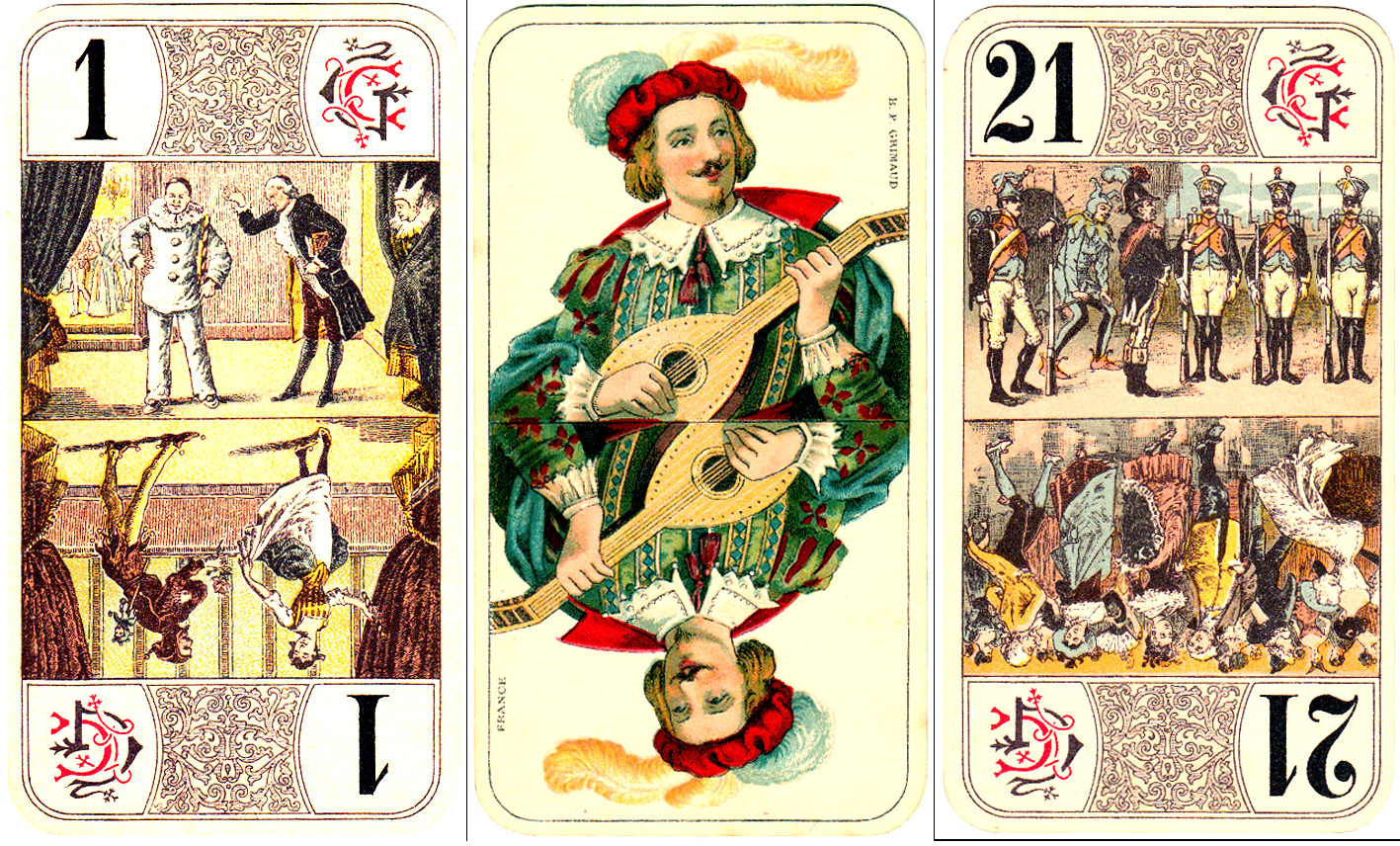
Trull-Karten aus einem Tarot-Nouveau Kartenspiel, das heute für das dänischer Tarok verwendet wird

Die folgenden Beschreibung basiert auf den 2011 Spielregeln vom dänischen Tarokverband (Dansk Tarokvorbund), die darauf hinweisen, dass Variationen zulässig sind und dass jeder lokale Verein eine eigene Version der Regeln hat.

### Vorbereitung

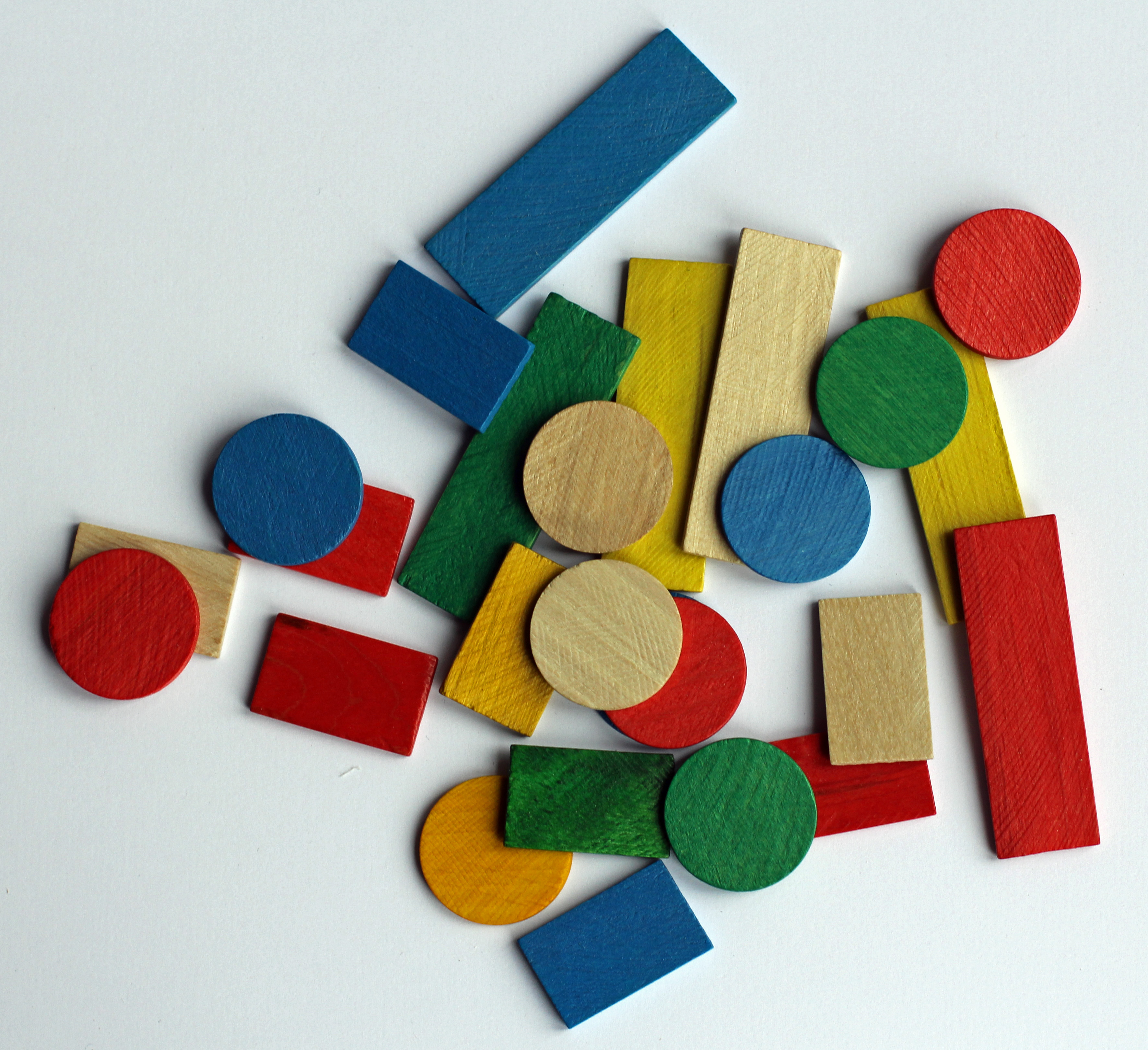
Farbige Holzjetons für Kartenspiele

Man braucht zum Tarok eine 78-Blatt Spielkarte und zwei Potts – einen König-Pott (kongekop) und einen Pagat-Pott (pagatkop) – sowie Jetons, idealerweise mit Werten von 5, 10, 20 und 100 Punkte. Zu Beginn des Spiels setzt jeder Spieler 20 Punkte in jedem der zwei Potts ein. Durch das Los, wird der erste Geber bestimmt.
Wenn ein Pott leer ist, setzt jeder 20 Punkte ein, sonst setzt der Geber 5 Punkte ein. Der Geber gibt jeder rechtsum 25 Karten zu fünft. Dann nimmt er die übrigen 3 Karten in der Hand und legt 3 Karten im Skat. Der Skat darf keine Matadore (Pagat, Scies, Tarok 21) oder Könige sowie Karten, die in einer Meldung verwendet werden, enthalten, es sei denn, dies kann nicht vermieden werden. In diesem Fall muss der Geber sie zeigen. Taroks dürfen nur verworfen werden, wenn der Geber dadurch keine mehr Taroks hat, abgesehen vom Scies. Jeder weggelegte Tarok muss gezeigt werden.

### Meldungen
Nach dem Verwerfen müssen alle Spieler alle Wertungskombinationen in ihren Händen melden, der Geber ist an erster Stelle. Die Spieler erhalten die Punktzahl von jedem Gegner. Wer keine Meldung ansagt, wenn er eine hat, wird eine Strafe angerechnet. Die folgenden Meldungen sind möglich:
| Meldungen im dänischen Tarok |                                                                           |             |
| Meldung                      | Bedeutung                                                                 | Spielpunkte |
| Zehn oder mehr Taroks        | Hat 10 oder mehr Taroks (muss angeben, ob "mit" oder "ohne Pagat").       | 10 + 5      |
| Drei oder mehr Matadors      | Hat der oberen 3 Matadore plus alle zusätzlichen in einer Reihe von oben. | 10 + 5      |
| Vier Könige                  | Hat alle 4 Könige.                                                        | 10          |
| Hälfte in Königen            | Hat drei Könige und den Scies.                                            | 5           |
| Volle Kavallerie             | Hat den König, die Königin, den Kavalier und den Bube in einer Farbe.     | 10          |
| Halbe Kavallerie             | Hat drei Bildkarten einer Farbe plus den Scies.                           | 5           |
| Übervolle Kavallerie         | Hat alle vier Bilder einer Farbe plus den Scies.                          | 15          |
| Übervolle in Könige          | Hat alle vier Könige und den Scies.                                       | 15          |

### Spielverlauf
Man spielt gegen den Uhrzeigersinn. Vorhand (rechts vom Geber) spielt aus. Man muss wenn möglich Farbe bedienen. Wenn man nicht bedienen kann, muss man tarockieren (d. h. mit einem Tarok stechen). Also es herrscht Farbzwang und Tarokzwang, nicht aber Stechzwang. Der Scies zählt als ein Tarock, kann aber nicht stechen. Wer gewinnt den Stich, spielt zum nächsten aus.
Der Scies darf entweder in Meldungen oder während des Spieles wild sein. Er kann auch in mehrere Meldungen verwendet werden. Er zählt nicht als Tarok, wenn er im Skat abgelegt wird oder wenn ein Spieler keine anderen Taroks hat und somit Anspruch auf einem neuen Geben hat. Während des Spiels können der Scies jederzeit gespielt werden, wobei der Besitzer eine beliebige Farbe angibt, den er darstellt. Wenn keiner der Gegner diese Farbe bedienen kann, darf der nächste Spieler wiederum die Farbe für diesen Stich neu designieren. Wenn der Scies gespielt wird, gewinnt er nie den Stich, sondern wird wieder aufgenommen und der, der den Stich gewinnt, gibt eine niedrige Karte mit dem Scies im Austausch ab. Ein Spieler kann verlangen, dass der Scies zum drittletzten Stich gespielt wird, aber es besteht eine Strafe dafür, wenn dies falsch ist. Der Scies kann nicht zum vorletzten Stich gespielt werden und wenn es zum letzten gespielt wird, wird es vom Stich-Gewinner gefangen genommen.
Ein „Nolo“ macht man, wenn man gar keine Stiche nimmt und daher einen besonderen Bonus verdient. Beim Nolo werden alle Ultimos der Gegenspieler ungültig; aber ein Ultimo zu verlieren, verursacht immer noch eine Strafe. Es gibt keine Zahlung für den Gewinn des letzten Stiches und der „Noloist“ wird dafür bestraft, einen König oder den Pagat zu verlieren.

### Abrechnung
- Augen. Wie in Großtarock, summieren die Spieler die Augen in den Karten, die sie in den Stichen gewonnen haben. Jeder verdient 5 Punkte für jeweils 5 Augen über 24 und zahlen 5 Punkte für jeweils 5 Augen unter 28.
- Punkte. Man verdient Punkte für die Augen in den Stichen, für Meldungen und für Boni oder Strafen. Die Punkte für die gewonnenen Augen werden jedoch unterschiedlich bewertet, da die Spieler 5 Punkte pro Auge über 24 erhalten und 5 Punkte für alle 5 Augen unter 28 zahlen. Die Punkte für Meldungen sind oben angegeben. Diejenigen für Boni und Strafen sind wie folgt:

| Boni im dänischen Tarok |                                              |                                |                                     |
| Name                    | Bedeutung                                    | Bonus wenn erfolgreich         | Strafe wenn verloren                |
| Pagat                   | Pagat vorm letzten Stich nach Hause bringen. | 5                              | -5 und -5 zum Pagat-Pott            |
| Pagat ultimo            | Letzten Stich mit Pagat nehmen.              | 45 plus Inhalt des Pagat-Potts | -45 sowie Pagat-Pott verdoppeln     |
| König                   | König verlieren.                             | -                              | -5 sowie -5 zum König-Pott          |
| King Ultimo             | Letzten Stich mit König nehmen.              | 40 plus Inhalt des König-Potts | -40 sowie den König-Pott verdoppeln |
| Letzter Stich           | Letzten Stich nehmen.                        | 20                             | - -                                 |
| Nolo                    | Keine Stiche nehmen.                         | 25                             | - -                                 |
| Tout                    | Alle Stiche nehmen.                          | 80 plus Inhalt beider Potts    | - -                                 |

Alle Bonuspunkte werden von beiden Gegnern an den Gewinner bezahlt; alle Strafpunkte werden an beide Gegner bezahlt.